# Sephisa taiwana
Sephisa taiwana är en fjärilsart som beskrevs av Alfred Ernest Wileman 1910. Sephisa taiwana ingår i släktet Sephisa och familjen praktfjärilar. Inga underarter finns listade i Catalogue of Life.